# Rachel Presti
Rachel Presti (* 2. Juni 2002 in Florida) ist eine US-amerikanisch-deutsche Surferin. Im September 2018 gewann sie den ersten Weltmeistertitel im Wellenreiten für Deutschland in der Kategorie der U18-Surfer. Da sie eine deutsche Mutter hat, besitzt sie die doppelte Staatsbürgerschaft und ist Mitglied im deutschen Team. Das gesamte deutsche Team erreichte Rang 9 von 44 teilnehmenden Nationen. Ihre jüngere Schwester Audrey ist ebenfalls im deutschen Surfer-Team. Außerdem hat sie noch eine ältere Schwester Charly.